# Wilhelm Philipps
Wilhelm Philipps (Wuppertal-Bärmen, 29 de Julho de 1894- 13 de Fevereiro de 1971) foi um general durante a Segunda Guerra Mundial.

## Biografia
Era um oficial cadete em 1913 e um Leutnant num Regimento de Artilharia no ano seguinte. Continuou com a sua carreira militar após o armísticio de 1918.
Em 1937, ele comandou o Pz.Rgt. 11 com a patente de Oberstleutnant. Foi promovido para Oberst em 1 de Março de 1938, Generalmajor em 1 de Outubro de 1941 e Generalleutnant em 1 de Outubro de 1943. Após comandar o Pz. Rgt. 11, ele obteve vários postos no general staff (OKH) a partir de Janeiro de 1940 e após assumiu o comando da 3ª Divisão Panzer (em 25 de Maio de 1944).
Retornou para o OKH em Janeiro de 1945. Faleceu em 13 de Fevereiro de 1971.

## Condecorações
Foi condecorado com a Cruz de Cavaleiro da Cruz de Ferro (4 de Julho de 1943) e a Cruz Germânica em Ouro (30 de Dezembro de 1944).